# گروه سرود آباده
گروه سرود آباده، گروه سرود شیرازی بود که صدا و سیمای ایران در دهه شصت و در زمان جنگ ایران و عراق به‌طور مرتب سرودهای مختلف این گروه را پخش می‌کرد. این گروه با سرودهایی مثل «مادر برام قصه بگو» و «نمی‌دانم چرا دل بی‌قراره» به شهرت رسیدند.
این گروه سرود که از بچه‌های حدود ده یا دوازده ساله تشکیل شده بود توسط احمد توکلی از سال ۱۳۵۵ در خانه فرهنگ و هنر آباده شروع به کار کرد. فعالیت این گروه بعد از انقلاب ۵۷ ایران با سروده‌های «یا علی مدد» و «خواهرم حجابت سنگر است» گسترش پیدا کرد. اعضای گروه سرود آباده در برنامه‌های مختلف برای سید روح‌الله خمینی و سید علی خامنه‌ای برنامه اجرا کردند.